# L-игра

Доска для L-игры. Начальная позиция

L-игра — простая настольная стратегическая игра, изобретённая Эдвардом де Боно. Впервые описана в его книге «The Five-Day Course in Thinking» (Пятидневный курс мышления) в 1967 году.

## Предыстория
Эдвард де Боно обедал с математиком профессором Литлвудом. Разговор зашёл об играх и оба учёных согласились, что шахматы слишком сложны и что это вредит эстетике игры. Де Боно поставил себе цель изобрести игру, которая была бы максимально простой, и зависела бы от уровня мастерства игрока. Результатом стала L-игра.

## Описание игры
L-игра предназначена для двух игроков. Игровое поле — доска размером 4 × 4 квадрата. Каждый игрок имеет L-образную фигуру размером 3 × 2 квадрата. Также есть две нейтральные фигуры размером 1 × 1 квадрат (на схеме изображены в виде чёрных дисков).

### Правила игры
Во время каждого своего хода игрок должен сначала переместить собственную L-образную фигуру, а затем (необязательно) может переместить одну из нейтральных фигур. Игра считается выигранной, когда соперник не может переместить свою L-образную фигуру на новую позицию.
Фигуры не могут перекрывать друг друга — ни полностью, ни частично. Для перемещения L-образной фигуры её поднимают, а затем помещают в пустые квадраты в любом месте на игровом поле. При этом её можно поворачивать или даже перевернуть, единственным правилом является то, что она должна оказаться в позиции, отличающейся от позиции фигуры перед началом хода. Таким образом, должен быть занят хотя бы один квадрат, где раньше не было фигуры. Для перемещения нейтральной фигуры игрок просто берет её и помещает на пустой квадрат в любом месте игрового поля.

## Анализ

Все возможные конечные положения фигур, победа синего игрока

Все позиции (ход красного игрока), когда красный проигрывает идеальному синему, и максимальное число ходов, оставшихся красному игроку

В игре с двумя идеальными игроками ни один из них никогда не выигрывает и не проигрывает. Существует 2296 различных способов, которыми могут быть расположены фигуры (без учёта возможностей вращения или зеркального расположения в новом способе расположения фигур; а также с учётом взаимозаменяемости нейтральных фигур). Любое расположение фигур может возникнуть во время игры у каждого из игроков. Каждый игрок проиграет в 15 изображенных на рисунке позициях, если сейчас его ход (на рисунке его фигура показана красным цветом). В каждом случае фигура того, кто проигрывает, касается угла поля.
На втором рисунке изображены 14 позиций, где красный проигрывает идеальному синему.

## Игровые стратегии
Таким образом, победная стратегия заключается в том, чтобы:
- избегать ставить собственную фигуру на угловые ячейки (и особенно таким образом, что фигура имеет полный контакт с краями поля;

- использовать нейтральные фигуры, чтобы заблокировать оппоненту доступ к безопасным зонам[1].

Одной из основных стратегий является использование нейтральной фигуры и собственной L-образной фигуры, чтобы заблокировать часть поля размером 3 × 3 квадрата в одном из углов, и использование другой нейтральной фигуры, чтобы не позволить L-образной фигуре соперника перейти в зеркальное положение. Другая стратегия заключается в блокировании L-образной фигурой половины поля, с последующим использованием нейтральных фигур, чтобы предотвратить возможные изменения позиции противника.
Эти позиции часто могут быть достигнуты в случае, когда нейтральная фигура остается на одном из восьми «убийц пространства» по периметру доски. «Убийцы пространства» — ячейки по периметру поля, но не в углу. На следующий ход игрок или делает предварительно занятого «убийцу» частью собственного квадрата, или использует его, чтобы блокировать позиции по периметру, а дальше делает блокировки квадрата или половины поля с помощью собственной L-образной фигуры и перемещения нейтральной фигуры.

## Вариации игры

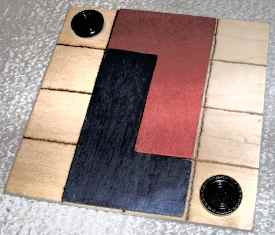
Самодельная доска для игры

Помимо описанного выше классического варианта, возможно определенное видоизменение правил. Например, игра на счёт. При такой игре закрашиваются четыре квадрата в одном углу доски; игровой процесс протекает, как и при обычных правилах. Однако игроку, который сумел поставить свою фигуру на закрашенное поле, начисляются баллы (сколько закрашенных ячеек занято, столько и баллов). Если игрок блокирует оппонента, и поэтому не остается ходов, он получает 5 баллов и фигуры возвращаются на стартовую позицию. Процесс продолжается до того, как одним из игроков будет набрано согласованное заранее количество баллов.
В другом варианте игры побеждает тот, кто поставит свою фигуру симметрично к фигуре оппонента.

## Версии игры
Хотя игра уже официально не выпускается, однако её несложно смастерить собственноручно. Существуют версии игры (в классическом варианте) для устройств на базе IOS и Android
(под названием «LQ»), и многочисленные онлайн-версии игры.